# Abyss (Achterbahn)
Abyss (englisch für Abgrund) im australischen Freizeitpark Adventure World (Bibra Lake, Western Australia, Australien) ist eine Stahlachterbahn vom Modell Euro-Fighter des Herstellers Gerstlauer Amusement Rides, die am 1. November 2013 eröffnet wurde. Die 630 Meter lange und 12 Millionen Australische Dollar teure Strecke erreicht eine Höhe von 30 Metern, aus der die Wagen auf eine Höchstgeschwindigkeit von 85 km/h beschleunigt werden, und besitzt neben drei Inversionen eine Abfahrt mit einem Gefälle von 100 Grad.

## Geschichte
Im April 2013 gab der Park auf seiner Facebook-Seite erstmals bekannt, dass eine Attraktion für 12 Millionen Australische Dollar noch im Jahr 2013 errichtet werden sollte.
Im Mai 2013 starteten die Bauarbeiten und im Juli trafen erste Schienenteile ein. Der Aufbau der Bahn selbst durch Gerstlauer dauerte sieben Wochen.
Aufgrund der Horror-Thematisierung wurde der Name der Bahn am Freitag, dem 13. September 2013 bekannt gegeben.
Am 1. November 2013 wurde Abyss eröffnet.

## Fahrt
Der erste Teil der Fahrt findet noch innerhalb des Stationsgebäudes statt. Nachdem der Wagen die Station verlassen hat, durchfährt er eine Rechtskurve, auf die eine kleine Abfahrt folgt. Nach mehreren Linkskurven gelangt der Wagen mit dem Inline-Twist, einer kompletten Drehung der Schiene, in die erste von drei Inversionen. Im Freien angekommen erklimmt der Wagen den vertikalen Lift und gelangt so auf seine Ausgangshöhe von 30 Metern. Auf die nachfolgende 100 Grad steile Abfahrt folgen ein Immelmann, eine Kombination aus einem halben Looping und einer Schraube, eine übergeneigte Linkskurve und ein Airtime-Hügel. Der Wagen erreicht nach einer Rechtskurve die Blockbremse. Nach einer weiteren Abfahrt, einem Dive-Loop und einer Linkskurve fährt der Zug in die Schlussbremse ein und gelangt so wieder in die Station zurück.

## Wagen
Abyss besitzt vier einzelne Wagen. In jedem Wagen können acht Personen (zwei Reihen à vier Personen) Platz nehmen.